# Fyrverkeribomb

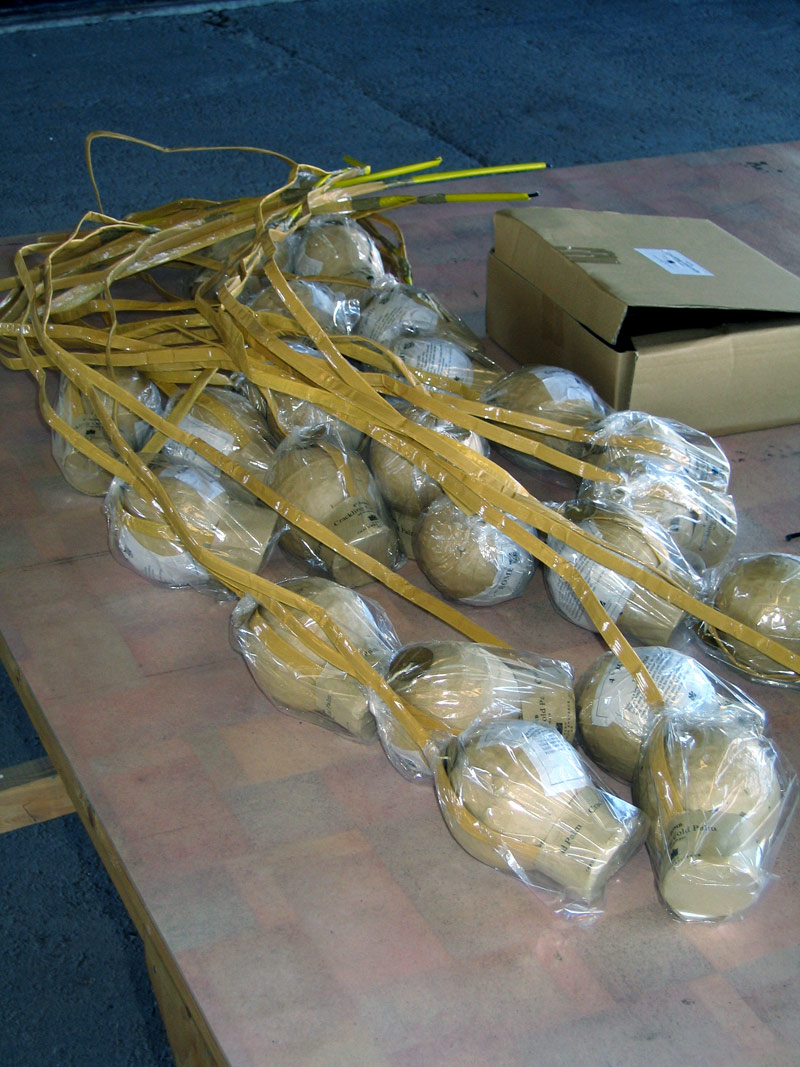
Fyrtums fyrverkeribomber för professionellt bruk

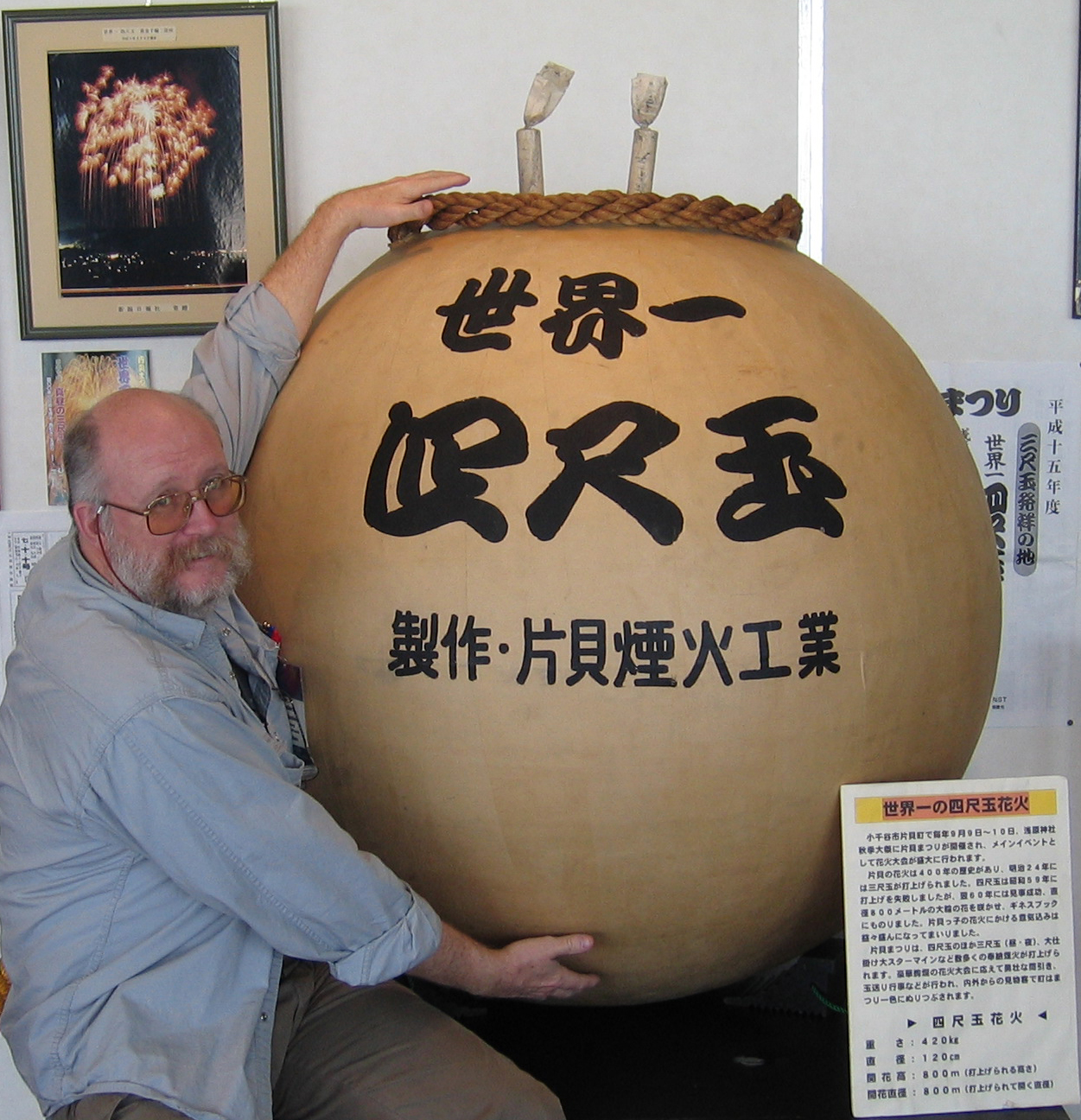
48 tums fyrverkeribomb.

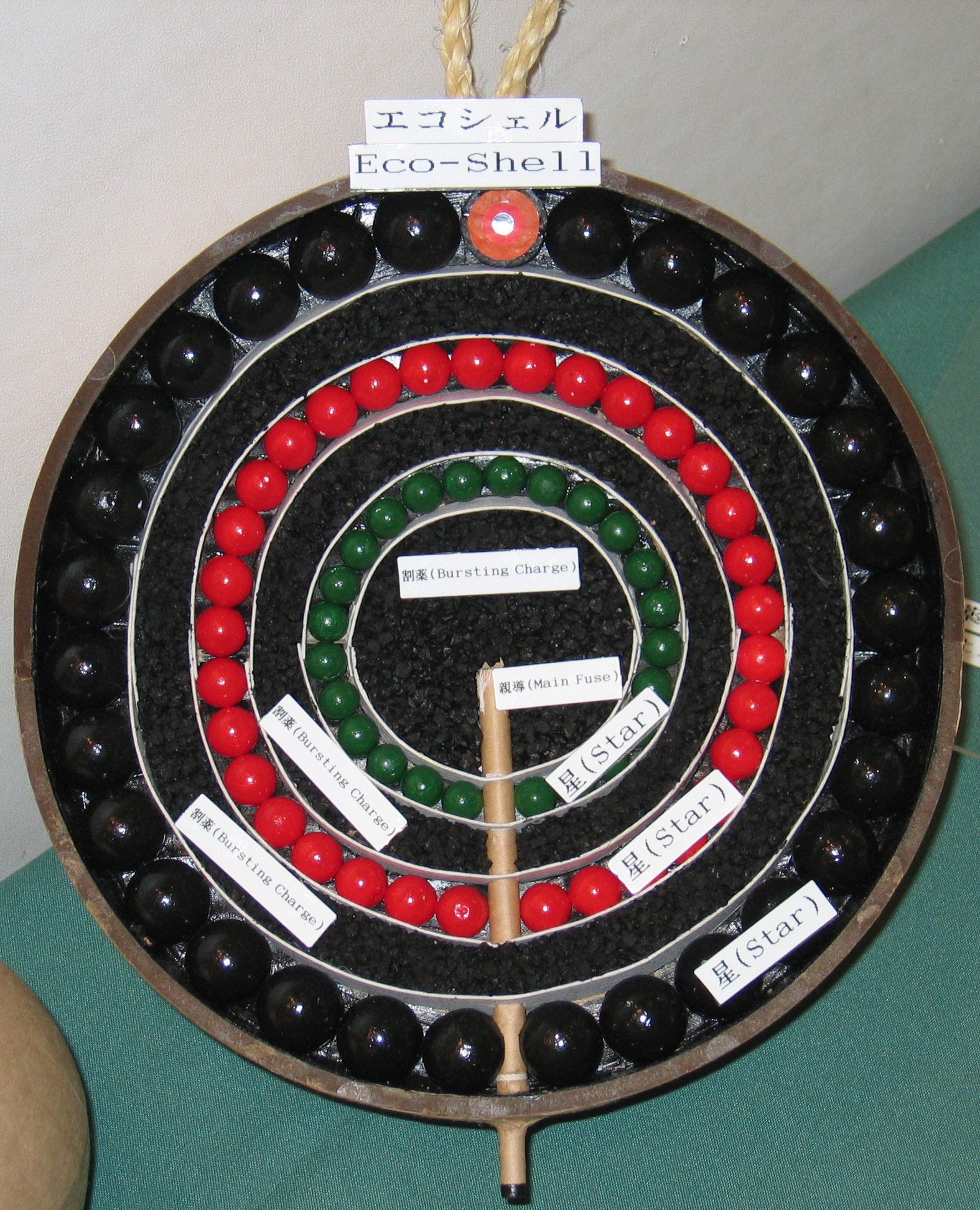
Inuti en fyrverkeribomb.

Fyrverkeribomben är en pyroteknisk effekt, som av allmänhet, journalister och polismyndigheter ofta förväxlas/sammanblandas med den traditionella fyrverkeriraketen.

## Fyrverkeribombens uppbyggnad
Fyrverkeribomber är klot- eller cylinderformade och har ett skal av plast eller papper. Plasthöljen förekommer numer bara i de fall då papphöljen är olämpliga, liksom på små bomber i tårtor, då miljöpåverkan av plasten anses bli stor. Bombernas storlek varierar mellan en diameter på ca 0,5 tum ända upp till 48 tum. Vanligast vid fyrverkerier i Sverige är dock att man använder pjäser med en storlek upp till 12 tum.

### Runda bomber
Skalen på runda bomber består ofta av två halvor, som fylls med de insatser man önskar. Därefter sammanfogas halvorna, och ett lager byggs på av limmade pappersremsor. Det är viktigt att skalet blir starkt och homogent så att det tryck som bildas inuti spränger bombskalet i små fragment och om det spricker i större bitar blir krevaden oregelbunden eller kvastformad.

### Cylinderbomber
Cylinderbomber finns av huvudsakligen två typer, den traditionella italienska/spanska typen och en förenklad variant.
Den förenklade varianten består av ett rör med två gavlar som fylls som en traditionell bomb. Den ger oftast inte en så rund och fin krevad som en rund bomb, men är enklare att tillverka och kan fyllas med fler stjärnor.
Den traditionella italienska/spanska typen tillverkas av limmat papper som lindas med snöre och mera limmat papper och snöre, tills man byggt upp en tillräcklig styrka på skalet. Den är oftast fylld med mindre runda eller cylindriska bomber som tidsinställts så att när den stora bomben sprängts och kastat ut de mindre tar det någon till några sekunder innan de mindre sprängs. Denna typ av cylinderbomb kallas ofta "multibreak"-bomb.

### Fyllning
Inuti höljet på vanliga bomber/cylinderbomber finns stjärnor eller bombetter. Stjärnorna ser ut som hasselnötter eller cylindrar och rullas/pressas med de satser som man önskar. Innanför ligger oftast krutade risagnar, som dels ska tända stjärnorna, dels fixera dem under transport och uppskjutning. De ska också fungera som separationsladdning och ska, efter att stjärnorna tänts, spränga skalet i små fragment och kasta iväg stjärnorna. Från utsidan och in till mitten av fyrverkeribomben sitter en fördröjningsmekanism, en eller flera så kallade temperingsnipplar. De består oftast av hårt sammanpressat svartkrut i ett rör, eller en bit stubin. Temperingen är anpassad till att brinna under fyrverkeribombens färd upp i luften och få den att brisera när den når maxhöjd.

### Uppskjutningsladdning
I botten av fyrverkeribomben sitter en kastladdning, även kallad kardus. Den består i allmänhet av svartkrut. Till kardusen är stubinen kopplad. Ibland fästs små cylindriska "stjärnor" på utsidan av fyrverkeribomben. De är uppstigningseffekter, oftast svansar som lämnar ett lysande spår vid uppskjutningen. En vanlig sådan pjäs är "Palmträd" där svansen bildar palmens stam. Fyrverkeribomben i sin helhet placeras vid uppskjutningen i en mörsare (rör med botten), som kan bestå av papp, polyetenplast, plastad glasfiber, aluminium eller stål.

## Användning
Vid professionella fyrverkerier tänds mycket sällan fyrverkeribomber en och en. Mer vanligt är istället att man samlar mörsare i så kallade ställ eller kistor. Dessa innehåller det antal mörsare och kalibrar (inre dimension på röret) som man vill skjuta i en scen eller salva. Mörsarna laddas med fyrverkeribomber. Bomberna är sedan vanligen hopkopplade till en enda tändpunkt med hjälp av stubintrådar av olika slag med tidsfördröjningar. Det tillåter fyrverkaren att tända en gång och då få flera fyrverkeribomber att stiga i en förutbestämd sekvens. Säkerheten för fyrverkaren förbättras avsevärt då han eller hon inte behöver vara framme vid pjäserna mer än vid antändningsögonblicket. 
Vanligen används elektrisk avfyrning vid större fyrverkerier. Då ersätts den manuella tändningen med tändrör med en elektrisk "tändsticka" (eltändare). Alla kablarna kopplas till "skjutbordet", som kan vara allt från en enkel spikbräda till en datorstyrd tändpulsgivare.
De mera avancerade datorsystemen används framför allt vid musikfyrverkerier, då kraven på precisa avfyrningar är stora. Om bomber/effekter ska kunna "tajmas", så måste man känna till den så kallade "prefire"-tiden, dvs tiden från antändningen av stubinen tills hela kastladdningen antänds, samt "stig"-tiden, det vill säga tiden från att bomben lämnar mörsaren tills temperingen antänder hela separationsladdningen och bomben briserar. På detta sätt kan fyrverkeriet styras att samverka med musiken.
Ett problem är att ljud- och ljushastighet inte är lika. Ljuset och ljudet från bomben bör ju sammanfalla med ljudet från högtalarna. Här måste fyrverkaren ofta kompromissa, utifrån åskådarnas, högtalarnas och fyrverkeriets respektive placering. Det optimala skulle vara att åskådarna utrustades med hörlurar, men inte ens då skulle man få knallarna ljud- och ljussynkroniserade.